# Kim Byung-Kap
Kim Byung-Kap es un deportista surcoreano que compitió en tiro con arco, en la modalidad de arco recurvo. Ganó una medalla de plata en el Campeonato Mundial de Tiro con Arco al Aire Libre de 1983, en la prueba por equipo.

## Palmarés internacional
| Campeonato Mundial al Aire Libre | Campeonato Mundial al Aire Libre | Campeonato Mundial al Aire Libre | Campeonato Mundial al Aire Libre |
| Año                              | Lugar                            | Medalla                          | Prueba                           |
| -------------------------------- | -------------------------------- | -------------------------------- | -------------------------------- |
| 1983                             | Los Ángeles (Estados Unidos)     | Medalla de plata                 | Equipo                           |